# Lester Bowie
Lester Bowie (Frederick, Maryland, 11 de Outubro de 1941 - 8 de Novembro de 1999), foi um trompetista norte-americano de free jazz. Foi membro da AACM, Association for the Advancement of Creative Musicians (Associação para o Desenvolvimento de Músicos Criativos), e co-fundador do Art Ensemble of Chicago, um grupo de jazz vanguardista.

## Biografia
Lester Bowie nasceu Frederick, Maryland, mas em cresceu em St. Louis, Missouri. Com cinco anos, iniciou os estudos em trompete com o seu pai, um músico profissional. Tocou com músicos de blues, como Little Milton e Albert King, e de R&B, como Solomon Burke, Joe Tex e Rufus Thomas. Em 1965, tornou-se o director musical de Fontella Bass. Foi co-fundador do BAG, Black Artist's Group (Grupo de Artistas Negros), em St. Louis.
Em 1966, viaja para Chicago, onde trabalhou como músico de estúdio, e conheceu Muhal Richard Abrams e Roscoe Mitchell. Torna-se membro AACM. Em 1968, funda o Art Ensemble of Chicago, com Mitchell, Joseph Jarman e Malachi Favors. Fará parte deste grupo durante toda a sua vida. Foi, também, membro do quarteto New Directions, de Jack DeJohnette.
Bowie viveu, e trabalhou, na Jamaica e África, onde tocou, e gravou, com Fela Kuti.
Em 1984, forma o grupo Lester Bowie's Brass Fantasy, um conjunto de nove músicos em que todos tocavam instrumentos de sopro, de metal. Com este grupo, Bowie decide fazer uma abordagem do jazz mais popular, junto do público, afastando-se do género vanguardista do Art Ensemble. Com este grupo, gravou músicas para Whitney Houston, Michael Jackson, Marilyn Manson, e Spice Girls. O seu New York Organ Ensemble tinha a participação de James Carter e Amina Claudine Myers.
Mesmo pertencendo à cena vanguardista do jazz, Lester Bowie não deixou de tocar o trompete nas suas formas mais clássicas. Bowie tinha uma abordagem humorística e arrojada, da música, e chegou a criticar [carece de fontes?] Wynton Marsalis pela sua forma de tocar conservadora, muito próxima da tradição do jazz.
Lester Bowie morre em 1999, com 58 anos, de câncro no fígado.

## Discografia
- Numbers 1 & 2, (1967)
- Gittin' to Know You, (1969)
- Fast Last, (1974)
- Rope-A-Dope, (1975)
- Duet, (1978)
- The 5th Power, (1978)
- African Children, (1978)
- Esoteric, (1980)
- The Great Pretender, (1981)
- All the Magic!, (1982)
- I Only Have Eyes for You, (1985)
- Avant Pop, (1986)
- Twilight Dreams, (1987)
- Serious Fun, (1989)
- My Way, (1990)
- The Organizer, (1991)
- Funky T. Cool T., (1991)
- Hello Dolly, (1992)
- The Fire This Time [ao vivo], (1992)
- Odyssey of Funk & Popular Music, Vol. 1, (1999)
- When the Spirit Returns, (2003)